# Nirwana-flat
De Nirwana-flat is een flatgebouw in Den Haag op de hoek van de Benoordenhoutseweg en het Willem Witsenplein (het begin van de Van Alkemadelaan), tegenover het Haagse Bos, en staat in de Top 100 van rijksmonumenten.

## Een experimenteel bouwwerk
De flat werd ontworpen en gebouwd door Jan Duiker en Jan Gerko Wiebenga in de periode 1926 tot 1929. Dit gebeurde in de stijl van de nieuwe zakelijkheid. Hierbij speelde functionaliteit, leefbaarheid en rationaliteit de hoofdrol.
De flat werd de Nirwana-flat genoemd. Het woord Nirwana is Sanskriet en staat voor de hoogste staat van heiligheid die een mens kan bereiken in het boeddhisme, ontdaan van alle verlangens.
Niet alleen de vorm van het gebouw was nieuw, ook de gebruikte materialen. Het was destijds het hoogste gebouw in Nederland van gewapend beton, waarvoor Riné Boerée de constructie ontwierp. Er was een centraal trappenhuis met een lift, ook was er een begane grond zonder woonfunctie die hoger lag dan de straat (een zogenaamde bel-etage). Boven de vijf woonverdiepingen was nog een penthouse te vinden. Doordat de muren geen dragende functie meer hadden konden de ramen veel groter worden dan gebruikelijk. Eigenlijk had het flatgebouw twee keer zo hoog moeten worden, maar het gemeentebestuur stak daar een stokje voor.
Het gebouw trok veel aandacht doordat het over een aantal moderne snufjes beschikte. Zo hadden de appartementen telefoon, stortkokers voor het afval en voor de vuile was en centrale verwarming. Ook konden de bewoners een maaltijd bestellen bij de centrale keuken die dan via een goederenlift naar boven werd gebracht.
Het kleine gebouwtje naast de flat was oorspronkelijk bedoeld als garage voor een dure Amerikaanse auto van een van de bewoners van het penthouse. Daarna is het een benzinestation geweest en tegenwoordig een schoonheidsinstituut.

## Pamflet Hoogbouw
Met de bouw van de Nirwana-flat en het schrijven van het pamflet Hoogbouw (1930) propageerden de architecten dat woontorens de oplossing voor het volkshuisvestingvraagstuk zouden worden. Zij vonden hoogbouw efficiënt, hygiënisch (‘licht en lucht’), comfortabel en goedkoop, aldus de architecten.

## Onderhoud
Doordat de flat een experimenteel bouwwerk was heeft het ook zijn mankementen. Zo zijn de muren slechts 15 cm dik en ontstaan er regelmatig scheuren die weer tot lekkage en roest aan de staalconstructie leiden. In 1991/92 werd het gebouw grondig gerestaureerd, en in 2003 verder gemoderniseerd. Nieuwe kozijnen met dubbele beglazing moesten de geluidsoverlast beperken, de gevel werd voorzien van een thermische gevelisolatie en een deel van het houtwerk werd vervangen.